# 南小寨永宁寺
永宁寺，位于中华人民共和国山西省怀仁市亲和乡南小寨村中，第三次全国文物普查后列入第一批朔州市文物保护单位，南小寨永宁寺为登录名。据传，永宁寺始建于元朝，当地有俗语“先有中佛殿（永宁寺中大雄宝殿前的一座建筑），后有小寨村”。据寺内的碑记，如今寺院遗留下来的古建筑为清代乾隆年间所重修。文化大革命中，寺院遭到破坏，数百尊鎏金铜佛被毁，僧侣纷纷逃亡。1988年9月29日，永宁寺被公布为怀仁县文物保护单位。 2000年前，永宁寺重建了山门、万佛殿。2008年左右，怀仁县公开招商引资，将“永宁寺佛教旅游”列为重点招商项目。项目包括新建琉璃塔、藏经阁、牌楼、乐楼，整修龙王庙，建设基础设施等，投资额为3000万元人民币。 2011年，永宁寺入列第一批朔州市文物保护单位。